# Centro Arqueológico de Salinae
El Centro Arqueolóxico Salinae (Vigo) es la única salina romana de evaporación solar que fue conservada y musealizada del Imperio Romano. Es un centro dependiente del Museo del Mar de Galicia y de la Junta de Galicia.

## Descripción
Las salinas fueron descubiertas en 1998 durante las excavaciones de la construcción de un centro de salud. La intervención arqueológica estuvo a cargo de J.C. Castro Carrera, de la empresa Anta de Moura S.L. Se decidió modificar el proyecto del centro de salud para conservar y musealizar el yacimiento, para lo cual se invirtieron 1,4 millones de euros. El proyecto del centro se paralizó en 2001 y, no fue hasta finales de 2008 cuando estuvo preparado para su inauguración. La musealización de la salina fue llevada a cabo por la empresa Ingeniaqed S.A. y, la parte arquitectónica, por el arquitecto G. Santos-Zas.
Se encuentra en el centro de la ciudad de Vigo, en los números 21-23 de la calle Rosalía de Castro, en la plaza del centro de salud homónimo. La visita es gratuita y ofrece la posibilidad de visitas guiadas. Actualmente el horario de apertura al público es de martes a domingo de 11 a 14 horas.